# Keiko Agena
Christine Keiko Agena (Honolulu, Hawái, 3 de octubre de 1973) es una actriz estadounidense, conocida por su papel de Lane Kim en la serie de televisión Las Chicas Gilmore.
Agena, quien creció en Oahu, afirma que cuando tenía 10 años hizo un pequeño papel en una obra y le encantó, tanto así que se le quedó roto el corazón.
El apoyo de la familia de Keiko la condujo a tomar clases temporales de actuación. En la universidad de Whitman en Washington, sin embargo, ella tenía un profesor de drama que era pesimista sobre si ella tendría futuro en la actuación como su carrera.
En el verano y después de terminar su primer año como universitaria, Agena llevó su suerte a Los Ángeles, donde encontró a un profesor temporal y "genial" agente también. Con poco tiempo de haber llegado a L.A y solamente una foto de polaroid, ganó un papel como víctima de un secuestro en la serie El Renegado. Luego apareció como invitada en ER, Sister, Sister y Beverly Hills, 90210. Una por la que es más conocida es por su participación en la serie Felicity, como Leila Foster, en la cual estuvo por varios episodios. Luego formó parte de Gilmore Girls, como la mejor amiga de Rory.
Keiko es una mezcla de intrepidez con inteligencia, dulzura y energía, dice la creadora y productora ejecutiva de la serie, Amy Sherman-Palladino. Es la combinación perfecta para Lane, quien es la típica chica americana con amigos, respetuosa hija de padres coreanos, dice Sherman-Palladino.

## Filmografía
Gilmore Girls (2000) - Lane Kim 
Actuaciones como invitada 
- The Room Actors: Where Are They Now? - Gia - (2017)
- 13 Reasons Why - Mrs. Bradley - (2017)
- Twisted - April Tanaka - (2013)
- Grimm - Madoka Akagi - (2011)
- Dr. House - Dr. Cheng  - (2010)
- The Nightmare Room - Janet Bingham - Full Moon Halloween (2001)
- The Nightmare Room - Janet Bingham - School Spirit (2001)
- Felicity - Leila Foster (2000)
- Beverly Hills, 90210 - Competidora - Agony (1999)
- ER - Mrs. Shimahara - Good Luck, Ruth Johnson (1998)
- Sister, Sister - Student Interviewer - Kid iN Play (1995)
- Renegade - Samurai (1993)